# Červený Hrádek (powiat Jindřichův Hradec)
Červený Hrádek – wieś i gmina w Czechach, w powiecie Jindřichův Hradec, w kraju południowoczeskim. Według danych z dnia 1 stycznia 2014 liczyła 211 mieszkańców.